# 北陡镇

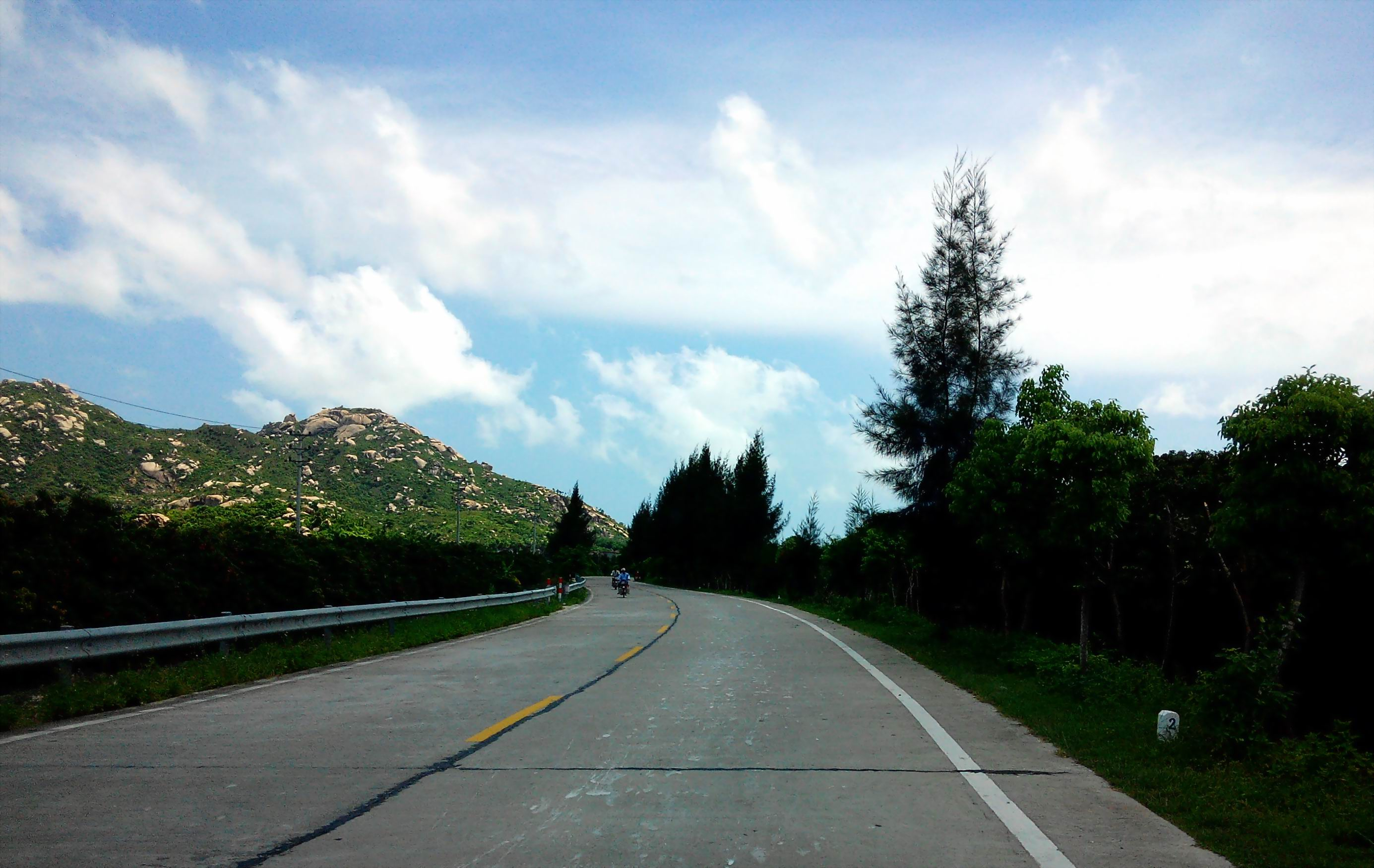
广东省道S276北陡段

北陡镇是是中华人民共和国广东省江门市台山市下辖的一个乡镇级行政单位。，位于台山市西南部。辖区总面积196平方公里，下辖12个村，总人口3.5万人。西部沿海高速公路贯穿全镇。大广海湾经济区涵盖的区域。

## 行政区划
北陡镇下辖以下地区：
陡门圩社区、沙湾塘村、大步头村、平山朗村、沙头冲村、小洞村、早禾石村、下洞村、寨门村、石蕉村、那琴村和沙咀村。